# Hans von Nathusius
Hans Engelhard von Nathusius (* 24. August 1841 in Hundisburg; † 22. Oktober 1903 in Dillenburg) war ein preußischer Offizier und Landstallmeister in Preußen.

## Leben
Nathusius wurde auf dem väterlichen Schloss Hundisburg geboren. Er war das dritte von fünf Kindern des Tierzüchters Hermann von Nathusius und der Luise, geb. Bartels (1810–1906). Einer seiner zwei Brüder war der spätere Posener Polizeipräsident Gottlob Engelhard von Nathusius. Sein Großneffe war Simon von Nathusius, ein bedeutender Pferdezucht-Wissenschaftler an der Universität in Halle (Saale). Seine Kindheit verlebte Hans von Nathusius in Hundisburg.

### Militärische Laufbahn
Nach dem Abitur trat Nathusius am 1. April 1860 beim traditionsreichen Kürassier-Regiment „von Seydlitz“ (Magdeburgisches) Nr. 7 in Halberstadt seinen Militärdienst an. Am 19. September 1860 wurde er zum Portepee-Fähnrich ernannt. Am 8. Dezember 1861 erfolgte die Beförderung zum Sekondeleutnant. Als solcher nahm er 1864 am Krieg gegen Dänemark teil. Vom 13. Mai bis zum 6. September 1866 war er als Adjutant zum 7. Schweren Landwehr-Reiterregiment kommandiert. Mit dieser Einheit nahm er im gleichen Jahr am Krieg gegen Österreich teil. Vom 30. Oktober 1866 bis zum 13. Oktober 1869 stand er als Adjutant der 8. Kavallerie-Brigade in Erfurt. Am 14. Oktober 1869 wurde er wieder in seine Stammregiment versetzt und dort am 9. Dezember 1869 zum Premierleutnant befördert.

#### „Todesritt der Brigade Bredow“
1870 zog Nathusius mit dem Regiment in den Krieg gegen Frankreich. Der Verband nahm an der Attacke von Vionville teil. Das Regiment, Teil der 12. Kavallerie-Brigade unter Generalmajor Adalbert von Bredow, griff am 16. August 1870 bei einer später als „Todesritt der Brigade Bredow“ bekanntgewordenen Attacke das zahlenmäßig weit überlegenen VI. Korps der französischen Rheinarmee unter dem glücklosen Marschall François Certain de Canrobert an und konnte die feindlichen Artillerie- und Kavallerieeinheiten ausschalten. Für seine Leistungen wurde Nathusius mit dem Eisernen Kreuz II. Klasse ausgezeichnet.
Am 19. Dezember 1874 erfolgte die Beförderung zum Rittmeister und Ernennung zum Chef der 5. Eskadron. Zum 16. November 1882 wurde sein Abschiedsgesuch bewilligt und die Erlaubnis zum Tragen der Uniform seines Regiments erteilt. Während seiner Militärdienstzeit erhielt Nathusius den Roten Adlerorden IV. Klasse.

### Tierzüchter
Nach seiner Verabschiedung aus der Preußischen Armee bereiste Nathusius zunächst England, um sich dort auf eine Gestütsleiterkarriere vorzubereiten. Dann trat er den Posten des Direktors des Landgestüts in Zirke an der Warthe (heute: Sieraków) in der Provinz Posen an.
Ab 1896 war er Landstallmeister und Gestütsdirektor des Hessisch-Nassauischen-Landgestüts in Dillenburg in der damaligen preußischen Provinz Hessen-Nassau.

### Familie
Während seiner Tätigkeit als Divisionsadjutant in Erfurt hatte Nathusius Marianne Buhlers kennengelernt und am 28. Oktober 1869 geheiratet. Sie war die Tochter eines Kaufmanns und Rittergutsbesitzers bei Querfurt und Weißendiez. Das Paar hatte sieben Kinder, darunter die drei Söhne Walter, Franz Xaver und Hans Joachim, die später das Textilunternehmen Johann Anton Lucius übernehmen sollten. Zudem agierte der jüngste Sohn Hans Joachim von Nathusius 1939 als Gutsbesitzer auf Schlatkow in Neu-Vorpommern.
Hans von Nathusius starb 1903 erst 62-jährig in Dillenburg. Seine Witwe zog in Folge in ihre Heimat nach Erfurt.

## Sonstiges
Am 18. März 1907 wurde seine umfangreiche Münzensammlung versteigert. Sie bestand unter anderem aus Serien geistlicher und weltlicher Fürsten, der Stadt Nürnberg sowie neuerer Taler und Reichsmünzen.